# Championnat de France de Scrabble duplicate
Le Championnat de France individuel de Scrabble duplicate est un tournoi de Scrabble duplicate qui a lieu chaque année dans une ville différente. Les joueurs se qualifient pour la finale en participant à une ou plusieurs des trois phases qualificatives. Les joueurs de première série (voir classement international de Scrabble francophone) sont directement qualifiés pour la finale.
Le championnat individuel est actuellement disputé en cinq manches en deux minutes par coup (parties dites semi-rapides), durant le week-end qui suit l'Ascension et à Vichy les années paires à partir de 2014, et durant le week-end de Pâques dans un lieu variable les années impaires à partir de 2015. Des titres sont également décernés pour les vainqueurs des séries 2, 3 et 4.

## Palmarès
| Année | Dates           | Ville               | Vainqueur                              | Second                                   | Troisième                                | Joueurs |
| ----- | --------------- | ------------------- | -------------------------------------- | ---------------------------------------- | ---------------------------------------- | ------- |
| 1976  | 19-20 juin      | Paris               | Patrick Spaeter                        | Michel Pialat                            | Jean-Marc Bellot                         | ?       |
| 1977  | 10-11 septembre | Forbach             | Jean-Claude Bouet                      | Jean-Michel Jouannet                     | Michel Pialat                            | 66      |
| 1978  | 9-10 septembre  | Bordeaux            | Jean-Marc Bellot                       | Vincent Labbé                            | Claude Del                               | 84      |
| 1979  | 8-9 septembre   | Lille               | Benjamin Hannuna                       | Vincent Labbé                            | Jean-Pierre Brulé                        | 95      |
| 1980  | 6-7 septembre   | Béziers             | Benjamin Hannuna (2)                   | Hervé Mollard                            | Olivier Robert                           | 101     |
| 1981  | 5-6 septembre   | Rouen               | Michel Duguet                          | Serge Kourotchkine                       | Marc Esquerré                            | 113     |
| 1982  | 18-19 septembre | Vichy               | Michel Duguet (2)                      | Claude Del                               | Bernard Caro                             | 116     |
| 1983  | 10-11 septembre | Thionville          | Michel Duguet (3)                      | Benjamin Hannuna                         | Bernard Caro                             | 118     |
| 1984  | 28-29 avril     | Marseille           | Michel Duguet (4)                      | Didier Clerc                             | Kay Momal                                | 121     |
| 1985  | 21-22 septembre | La Rochette         | Michel Duguet (5)                      | Jean-François Lachaud                    | Paul Levart                              | 180     |
| 1986  | 27-28 juin      | Saint-Jean-de-Luz   | Patrick Vigroux                        | Francis Leroy                            | Christian Lorentz                        | 143     |
| 1987  | 27-28 juin      | Sens                | Michel Duguet (6)                      | Patrick Vigroux                          | Frank Pluven                             | 192     |
| 1988  | 18-19 juin      | Aix-les-Bains       | Bernard Caro                           | Michel Duguet                            | Gérard Boccon                            | 198     |
| 1989  | 27-28 mai       | Antibes             | Patrick Vigroux (2)                    | Frank Pluven                             | Bernard Caro                             | 190     |
| 1990  | 9-10 juin       | Issy-les-Moulineaux | Patrick Vigroux (3)                    | Pascal Fritsch                           | Hervé Mollard                            | 212     |
| 1991  | 8-9 juin        | La Rochelle         | Franck Maniquant                       | Pascal Fritsch                           | Philippe Coccoluto                       | 271     |
| 1992  | 6-8 juin        | Gap                 | Patrick Vigroux (4)                    | Emmanuel Rivalan                         | Jean-François Lachaud                    | 230     |
| 1993  | 19-20 juin      | Toulouse            | Marc Treiber                           | Vincent Derval                           | Laurent Loubière                         | 239     |
| 1994  | 2-3 avril       | Arras               | Aurélien Kermarrec                     | Emmanuel Rivalan                         | Vincent Derval                           | 306     |
| 1995  | 15-16 avril     | Schiltigheim        | Aurélien Delaruelle                    | Jean-François Lachaud                    | Marc Treiber                             | 313     |
| 1996  | 6-7 avril       | Nantes              | Nicolas Grellet                        | Didier Roques                            | Aurélien Delaruelle                      | 334     |
| 1997  | 29-30 mars      | Épinal              | Nicolas Grellet (2)                    | Éric Pasquinet                           | Franck Maniquant                         | 347     |
| 1998  | 11-12 avril     | Beaune              | Antonin Michel                         | Marc Treiber                             | Franck Maniquant                         | 563     |
| 1999  | 3-4 avril       | Montpellier         | Emmanuel Rivalan                       | Nicolas Grellet et Jean-François Lachaud | Nicolas Grellet et Jean-François Lachaud | 588     |
| 2000  | 22-23 avril     | Quimper             | Thierry Boisard                        | Jean-François Lachaud                    | Laurent Loubière et Marc Treiber         | 576     |
| 2001  | 14-15 avril     | Tours               | Franck Maniquant (2)                   | Florian Lévy                             | Jean-François Lachaud                    | 598     |
| 2002  | 30-31 mars      | Toulouse            | Pierre-Claude Singer                   | Patrick Vigroux                          | Jean-François Lachaud                    | 549     |
| 2003  | 19-20 avril     | Lille               | Antonin Michel (2)                     | Franck Maniquant                         | Olivier Sorel                            | 602     |
| 2004  | 10-11 avril     | Biarritz            | Antonin Michel (3)                     | Florian Lévy                             | Emmanuel Rivalan                         | 580     |
| 2005  | 26-27 mars      | Martigues           | Antonin Michel (4)                     | Florian Lévy                             | Éric Parpal                              | 804     |
| 2006  | 15-16 avril     | Limoges             | Alexis Rennesson                       | Éric Parpal                              | Emmanuel Rivalan                         | 792     |
| 2007  | 7-8 avril       | Troyes              | Florian Lévy                           | Antonin Michel                           | Thierry Chincholle                       | 766     |
| 2008  | 10-11 mai       | Besançon            | Étienne Budry                          | Fabien Fontas                            | Florian Lévy                             | 785     |
| 2009  | 30-31 mai       | La Rochelle         | Fabien Fontas et Jean-François Lachaud | Fabien Fontas et Jean-François Lachaud   | Antonin Michel                           | 776     |
| 2010  | 22-23 mai       | Reims               | Franck Maniquant (3)                   | Antonin Michel                           | Thierry Chincholle                       | 767     |
| 2011  | 18-19 juin      | Mulhouse            | Franck Maniquant (4)                   | Thierry Chincholle                       | Étienne Budry                            | 701     |
| 2012  | 16-17 juin      | Saint-Étienne       | Étienne Budry (2)                      | Franck Maniquant                         | Thierry Chincholle                       | 774     |
| 2013  | 15-16 juin      | Mandelieu           | Fabien Leroy                           | Thierry Chincholle                       | Nicolas Thomas                           | 646     |
| 2014  | 31 mai-1er juin | Vichy               | Florian Lévy (2)                       | Aurélien Delaruelle                      | Jean-François Lachaud                    | 1034    |
| 2015  | 4-5 avril       | Tours               | Fabien Leroy (2)                       | Laurent Loubière                         | Joël Renault                             | 777     |
| 2016  | 7-8 mai         | Vichy               | Samson Tessier                         | Luc Maurin                               | Jean-François Lachaud                    | 1018    |
| 2017  | 15-16 avril     | La Rochelle         | Antonin Michel (5)                     | Franck Maniquant                         | Fabien Leroy                             | 763     |
| 2018  | 12-13 mai       | Vichy               | Antonin Michel (6)                     | Jean-François Lachaud                    | Florian Lévy                             | 1064    |
| 2019  | 20-21 avril     | Dunkerque           | Antonin Michel (7)                     | Samson Tessier                           | Aurélien Delaruelle                      | 681     |
| 2022  | 28-29 mai       | Vichy               | Jean-François Lachaud (2)              | Samson Tessier                           | Antonin Michel                           | 999     |
| 2023  | 27-28 mai       | Bourges             | Antonin Michel (8)                     | Gérard Boccon                            | Jean-François Lachaud                    | 404     |
| 2024  | 11-12 mai       | Vichy               | Antonin Michel (9)                     | Samson Tessier                           | Fabien Leroy                             | 445     |
| 2025  | 31 mai-1er juin | Vichy               | Samson Tessier (2)                     | Emmanuel Rivalan                         | Baptiste Mouillon                        | 443     |

## Classement par nombre de titres
| Rang  | Nation                | Or | Argent | Bronze | Total |
| ----- | --------------------- | -- | ------ | ------ | ----- |
| 1     | Antonin Michel        | 8  | 2      | 2      | 12    |
| 2     | Michel Duguet         | 6  | 1      | -      | 7     |
| 3     | Franck Maniquant      | 4  | 3      | 2      | 9     |
| 4     | Patrick Vigroux       | 4  | 2      | -      | 6     |
| 5     | Jean-François Lachaud | 2  | 5      | 6      | 13    |
| 6     | Florian Lévy          | 2  | 3      | 2      | 7     |
| 7     | Benjamin Hannuna      | 2  | 1      | -      | 3     |
| 7     | Nicolas Grellet       | 2  | 1      | -      | 3     |
| 8     | Étienne Budry         | 2  | -      | 1      | 3     |
| 10    | Fabien Leroy          | 2  | -      | 1      | 3     |
| 11    | Emmanuel Rivalan      | 1  | 2      | 2      | 5     |
| 12    | Samson Tessier        | 1  | 2      | -      | 3     |
| 13    | Marc Treiber          | 1  | 1      | 2      | 4     |
| 13    | Aurélien Delaruelle   | 1  | 1      | 2      | 4     |
| 15    | Fabien Fontas         | 1  | 1      | -      | 2     |
| 16    | Bernard Caro          | 1  | -      | 3      | 4     |
| 17    | Jean-Marc Bellot      | 1  | -      | 1      | 2     |
| 18    | 6 scrabbleurs         | 1  | -      | -      | 1     |
| 24    | Thierry Chincholle    | -  | 2      | 3      | 5     |
| 25    | Vincent Labbé         | -  | 2      | -      | 2     |
| 25    | Pascal Fritsch        | -  | 2      | -      | 2     |
| 27    | Laurent Loubière      | -  | 1      | 2      | 3     |
| 28    | 6 scrabbleurs         | -  | 1      | 1      | 2     |
| 34    | 7 scrabbleurs         | -  | 1      | -      | 7     |
| 41    | 11 scrabbleurs        | -  | -      | 1      | 11    |
| Total | Total                 | 47 | 45     | 46     | 138   |